# Miilu Lars Lund
„Miilu“ Lars Møller Lund (* 7. April 1929 in Nuuk als Hans Therkil Lars Møller Lund; † 27. Januar 2015) war ein grönländischer Eskimologe.

## Leben
Miilu wurde 1929 in Nuuk unter dem Namen Hans Therkil Lars Møller Lund geboren. Seine ersten beiden Vornamen ließ er 1970 streichen. Seine Eltern waren Peter Frederik Jørgen Kristoffer Lund (1884–1952) und Helga Marie Helene Møller (1896–?). Über eine seiner Schwestern war er ein Schwager von Augo Lynge (1899–1959). Er war zudem der Onkel von Kristian Olsen (1942–2015) und Agnethe Davidsen (1947–2007).
Er besuchte Grønlands Seminarium, wo er sich zum Katecheten und Lehrer ausbilden ließ. Später studierte er Eskimologie an der Universität Kopenhagen. Er arbeitete als Lehrer am Seminarium. Miilu war Vorsitzender des Sprach- und Rechtschreibausschusses und leitete so Anfang der 1970er Jahre die Arbeit an der Grönländischen Rechtschreibreform. Er wirkte an der Radiosendung Aperiinnariarit (dt. etwa: Jetzt frag einfach los!) mit. 2008 veröffentlichte er das grönländische Rechtschreibwörterbuch Oqaasersiorfik – kalaallisut oqaatsit isumaat allannissaallu. 2009 wurde er mit dem Grönländischen Kulturpreis ausgezeichnet.
Miilu starb Anfang 2015 im Alter von 85 Jahren. Zu seinen Ehren wurde 2019 die Straße Miilup aqqutaa, die zum Gefängnis von Nuuk führt, nach ihm benannt.